# 蔡显
蔡顯（?—1767年），字景真，号闲渔，江苏省华亭县（今上海市）人，清朝文人。
雍正七年（1729年）中举。在家开馆授徒为业。蔡显一生不得志，自恃才情，潜心著述。著有《闲渔闲闲录》、《宵行杂识》、《红蕉诗话》、《潭上闲渔稿》、《闲渔剩稿》、《老渔尚存草》、《续刻红蕉诗话》等七書。乾隆年间，东台县举人徐述夔作《紫牡丹诗》，有“夺朱非正色，异种亦称王”之句。蔡顯在《闲渔闲闲录》中摘引此句。乾隆三十二年（1767年）三月《闲渔闲闲录》刻成，分送其門人和亲朋。書中语涉狂悖，且多讦发他人陰私之处。不久有匿名揭贴，说本县举人蔡显私刻图书，“怨望讪谤”，号召乡绅去官府共同举报。松江知府鍾光豫發現“書內所載多有不法之語”。蔡显将书送官，並投案自首，说“此书于本年三月内刻成，并无不法语句。”两江总督高晋和江苏巡抚明德對蔡顯一案进行會審，一起押解到省的還有蔡顯的門人蔡必照、劉朝棟、吳承芳、吳球、倪世琳、凌日躋以及作序之人聞人倓、胡鳴玉等。蔡顯“不能置辯，惟稱草野無知，原有寓意，今天奪其魄，自行敗露，罪該萬死，實無可辭”。乾隆仔细查阅了蔡显的著作，看出更严重的问题。训斥高晋等人办案粗疏，责问“该督何竟意存姑息，仍不免大事化小化无之陋习”。高晋和明德只好对此案的重新审讯，並追查一百二十部《闲渔闲闲录》的下落。最終蔡顯被判凌遲处死，後改斬立决。其子蔡必昭判斬監侯。其妾朱氏、朱氏所生幼子以及蔡显门生闻人卓、刘朝栋、吴秋渔等二十四人均遭流徙。